# Csanthaburi tartomány
Csanthaburi tartomány (thaiul: จันทบุรี, IPA t͡ɕān.tʰáʔ.bū.rīː; csong: จันกะบูย, chankabui) tartomány Thaiföld délkeleti részén, a kambodzsai határ és a Thai (Sziámi)-öböl partvidéke között. Délkeletről Trat, nyugatról Rajong és Csonburi, északról Csacsöngszau és Szakeo tartományokkal határos.

## Története
A francia–sziámi háború során, az 1893. júliusi paknami incidenst követően francia gyarmati csapatok szállták meg a mai tartomány területét. 1905-ben, miután Sziám lemondott nyugat-kambodzsai területeiről, cserébe a franciák kezükre adták Csanthaburit. A tartomány lakóinak jelentős része vietnámi származású, akik három hullámban érkeztek a területre: először a kokinkínai katolikusüldözések elől menekültek ide nagy számban, majd az 1920–1940 közötti időszakban Francia Indokína területéről, végül pedig Dél-Vietnám 1975-ös kommunista kézre kerülése után. A tartomány székhelye, Csanthaburi városa 1944 óta a csanthaburi római katolikus püspökség székhelye.

## Földrajza
A tartomány déli részén a Thai (Sziámi)-öböl alluviális parti síkvidéke terül el, míg északi vidékét a Kardamom-hegység északkeleti nyúlványai, helyi nevükön a Csanthaburi-hegység vonulatai alkotják. Legmagasabb pontja az 1566 méteres Szoidau-hegy, legjelentősebb folyója a Csanthaburi.
A szomszédos Trat tartománnyal együtt Csanthaburi a thaiföldi drágakőbányászat központja, főként korundban (rubinban, zafírban) gazdag lelőhelyekkel. A mezőgazdaság legfontosabb terményei a trópusi gyümölcsök. 2000-ben 380 000 tonna duriánt termesztettek Csanthaburiban, amely az ország termesztési kapacitásának 45,57%-a, a világ össztermésének mintegy 27%-a volt.
A tartomány területén három nemzeti park található: a Pliu-vízesés Nemzeti Park, a Khicsakut-hegységi Nemzeti Park és a Sziphacsan-hegységi Nemzeti Park.

## Népesség
A népesség változása:
| Lakosok száma | 100 938 | 157 803 | 216 344 | 390 648 | 480 064 | 527 350 | 531 037 | 534 459 | 536 496 | 535 559 |
|               | 1937    | 1960    | 1970    | 1990    | 2000    | 2014    | 2015    | 2017    | 2018    | 2020    |

## Jelképei
A tartomány címere az aurával övezett holdat ábrázolja, amelynek korongjában fekete nyúl látható, arra való utalásul, hogy a thai néphit szerint a hold sötét foltjai egy nyúl alakját rajzolják ki. A címer egésze a tartomány békéjét és nyugalmát jelképezi.[forrás?] A tartomány piros alapszínű zászlajának középpontjában a címer motívumai ismétlődnek meg, de a kék háttérben elhelyezett sárga holdkorongon egy fehér nyúl látható. Alatta a tartomány nevének sárga betűs felirata olvasható.
Csanthaburi jelképes fája az ébenfák közé tartozó Diospyros nemzetség egyik gyümölcsfafaja, a Diospyros decandra, míg a tartomány választott virága egy orchideafaj.[forrás?] A tartományi jelmondat így hangzik: „Csodálatos vízesések, gyümölcsök, jól termő fekete bors, drágakövek, csanthaburi szőttesek, buja természet, Nagy Takszin király honvédő hadseregének hona.”

## Közigazgatási beosztása

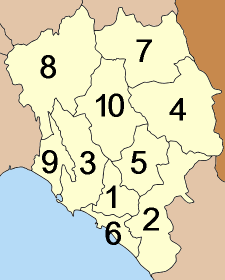
Csanthaburi tartomány körzetei

A tartomány tíz körzetre (thai อำเภอ / amphö), azok pedig hetvenhat további alkörzetre (ตำบล / tambon) és 690 községre (หมูบาน / hamuban) oszlanak.
| 1. Csanthaburi 2. Khlung (ขลุง) 3. Thamaj (ท่าใหม่) 4. Pongnamron (โป่งน้ำร้อน) 5. Makham (มะขาม) | 1. Helmszing (แหลมสิงห์) 2. Szoidau (สอยดาว) 3. Kenghangmeo (แก่งหางแมว) 4. Najaiam (นายายอาม) 5. Khaukhicsakut (เขาคิชฌกูฏ) |

## Közlekedés
A Csanthaburi városán áthaladó 3-as számú főút, más néven Szukhumvit út a délkeleti Trat városát köti össze Rajonggal, Pattajával, Csonburival és Bangkokkal. A 317-es út Csanthaburi és Szakeo városait kapcsolja össze. Repülőtér a tartományban nincs, legközelebb a Csanthaburi városától 66 kilométerre fekvő Trati repülőtér található.

## Fordítás
Ez a szócikk részben vagy egészben a Chanthaburi Province című angol Wikipédia-szócikk ezen változatának fordításán alapul.  Az eredeti cikk szerkesztőit annak laptörténete sorolja fel. Ez a jelzés csupán a megfogalmazás eredetét és a szerzői jogokat jelzi, nem szolgál a cikkben szereplő információk forrásmegjelöléseként.